# Scaphochlamys concinna
Scaphochlamys concinna là một loài thực vật có hoa trong họ Gừng. Loài này được John Gilbert Baker miêu tả khoa học đầu tiên năm 1890 dưới danh pháp Kaempferia concinna. Năm 1950, Richard Eric Holttum chuyển nó sang chi Scaphochlamys.

## Mẫu định danh
Mẫu định danh: King’s Collector 10135 (Kunstler H. 10135); thu thập tháng 6 năm 1886 tại Ulu Bubong, Perak. Mẫu holotype lưu giữ tại Vườn Thực vật Hoàng gia tại Kew (K), mẫu isotype lưu giữ tại Vườn Thực vật Singapore (SING). Mẫu Sam Y.Y. FRI50155 thu thập ngày 5 tháng 1 năm 2006 tại tọa độ 3°22′57″B 101°53′17″Đ / 3,3825°B 101,88806°Đ, cao độ 140 m, Khu bảo tồn rừng Lentang, bang Pahang được lưu giữ tại Vườn Thực vật Hoàng gia tại Edinburgh (E).

## Từ nguyên
Tính từ định danh concinna (giống đực: concinnus, giống trung: concinnum) trong tiếng Latinh có nghĩa là đẹp, tinh xảo, tao nhã.

## Phân bố
Loài này có ở bang Perak, Malaysia bán đảo. Nó cũng có ở bang Pahang, và có thể  có tại bang Selangor. Hiện tại nó được tìm thấy trong các rừng vùng đất thấp và rừng trên đồi, ở cao độ 30–600 m, phổ biến ở ven suối và những nơi nhiều bóng râm trong rừng.

## Mô tả
Cây thảo thân rễ lâu năm, cao 40–55 cm. Thân rễ rất thanh mảnh, bò trườn. Các chồi lá đôi khi mọc sát nhau, loại một lá. Bẹ không phiến lá một vài cái, dài nhất tới 8 cm. Lá thuôn dài-hình mác, bẹ lá ngắn, cuống lá dài 9-12 inch (23–30 cm), mọc thẳng, phiến lá gần như da, nhẵn nhụi, 6-8 inch (15–20 cm) x 2 inch (5 cm), rộng nhất gần đáy hình tim, đỉnh nhọn thon ngắn; gân giữa mặt dưới có lông ngắn. Cán hoa dài 2,5–4 cm, thanh mảnh, nhẵn nhụi; cụm hoa là cành hoa bông thóc hình elipxoit, kết đặc, có cuống ngắn, dài 4 cm và rộng ~2 cm, nhiều hoa; lá bắc 1-1,2 inch (2,5-3,0 cm), rộng đến 1 cm ở đáy, hình trứng-hình mác, màu ánh đỏ, hẹp dần thành đỉnh nhọn, mỏng, mép rất mỏng, gần như/hoàn toàn nhẵn nhụi, chứa 2 hoa; lá bắc con thứ nhất dài 2,2 cm, mỏng, rộng ~7 mm, lá bắc con thứ hai dài 1,5 cm; đài hoa rất ngắn, cộng với bầu nhụy dài ~1,2 cm; ống tràng rất thanh mảnh, dần nở rộng đến họng, hơi dài hơn lá bắc, các thùy thuôn dài ~0,5 inch (1,3 cm); hoa màu trắng với các vết/sọc màu đỏ, cánh môi thuôn dài mép cuốn trong, mào bao phấn nhỏ, nguyên.
Rất giống với S. oculata, nhưng có lá hẹp bất thường cũng như lá bắc hẹp hơn và nhọn hơn. Holttum cho rằng loài này và S. oculata chỉ là một.